# 臺北市私立強恕高級中學
台北市私立強恕高級中學，簡稱強恕中學，是位於台灣台北市中正區的一所私立高中。該校為教育部體育署指定的臺北市棒球重點發展高中之一。該校未來將改制新民國際中學，預計於114學年度（2025年）起招收國中部學生一年級兩個班。高中部待現有強恕學生畢業後，將正式轉型為完全中學。

## 沿革

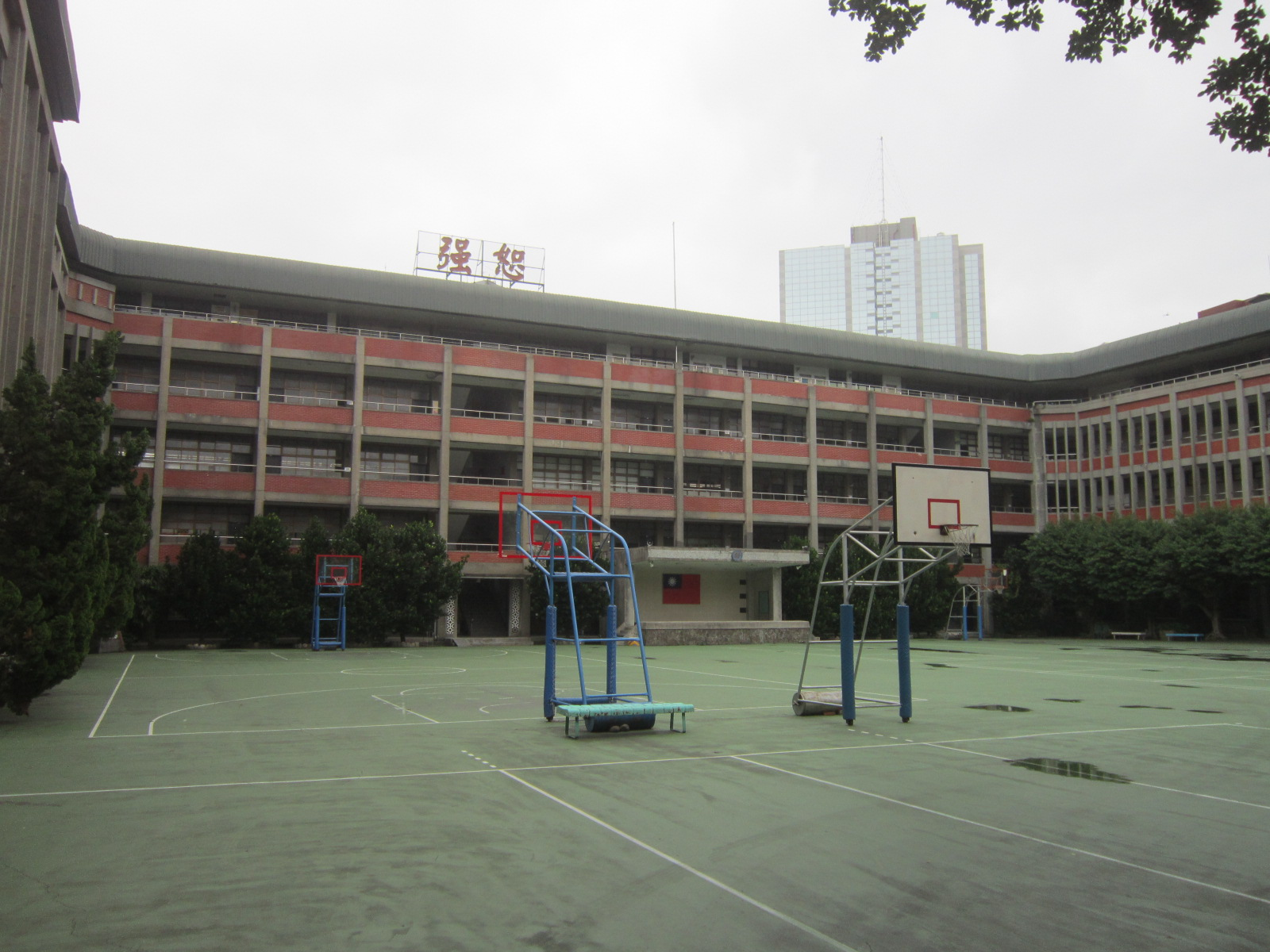
強恕中學校園一景

1899年，該校於由江蘇省耆宿鈕永建創設於上海俞塘，前身吳會書院為上海著名八大書院之一。民國肇建，強恕學堂乃正名為「強恕中學」。 
1937年，淞滬戰役，強恕中學校舍及教學設備毀於戰亂，1945年對日抗戰勝利後得以復原。
1949年，鈕長耀為濟助當時失業失學青年，將強恕中學播遷來台，重組董事會。
1950年4月，強恕中學在台正式上課。目前學校設有高中部美容科、高中部多媒體設計科、高職、進修部、雙語國中、國際部及幼稚園。
2024年，由私立新民國小入主，將改制為「新民國際中學」。

## 校訓
強恕而行、求仁莫近、恕德樹人、止於至善。

## 董事長和校長

### 歷任董事長
| 任別 | 姓名   | 任期 |
| ---- | ------ | ---- |
|      | 吳敬恆 |      |
|      | 鈕永建 |      |
|      | 顧祝同 |      |
|      | 丁治磐 |      |
|      | 汪寶瑄 |      |
|      | 馬樹禮 |      |
|      | 李平蔭 |      |
|      | 鈕廷莊 |      |
|      | 曹安娜 |      |

### 歷任校長
| 任別 | 姓名   | 任期 |
| ---- | ------ | ---- |
|      | 鈕長耀 |      |
|      | 張秀含 |      |
|      | 鈕廷莊 |      |
|      | 梁素霞 |      |
|      | 鈕廷莊 |      |
|      | 李平蔭 |      |
|      | 鈕廷莊 |      |
|      | 秦台生 |      |
|      | 何歐威 |      |
|      | 吉靜嫻 |      |
|      | 鈕廷莊 |      |
|      | 蔡秋河 |      |
|      | 何歐威 |      |
|      | 李坤興 |      |
|      | 黃益峰 |      |

## 校隊

### 籃球隊
強恕高中籃球隊是高中籃球聯賽（HBL）傳統球隊，從90年至98年連續10年都是前8強的勁旅，最好成績87和90學年度拿到全國八強第三名，但100~101年僅闖入8強兩次，從未打過HBL冠軍賽，培育出不少好手，如蘇翊傑、吳俊雄、吳志遠、于煥亞。
- 90學年度
  - 全國高中籃球甲級聯賽第3名
- 91學年度
  - 全國高中籃球甲級聯賽第5名
- 92學年度
  - 全國高中籃球甲級聯賽第4名
- 93學年度
  - 全國高中籃球甲級聯賽第7名
- 94學年度
  - 台灣省中正盃籃球賽第一名
  - 全國高中籃球甲級聯賽第8名
- 95學年度
  - 台北市青年盃籃球錦標賽高男組第4名
  - 全國中學校際籃球賽高男甲組第5名
  - 台北市中正盃籃球錦標賽青男組冠軍
  - 全國高中籃球甲級聯賽第7名
- 96學年度
  - 全國高中籃球甲級聯賽殿軍
  - 台北市中等學校籃球錦標賽季軍
- 97學年度
  - 全國高中籃球甲級聯賽殿軍
- 98學年度
  - 桃園縣議長盃籃球錦標賽冠軍
  - 台北市青年盃籃球錦標賽社會組冠軍
- 99學年度
  - 花蓮縣第7屆精英盃國際高中籃球錦標賽冠軍
- 100學年度
  - 全國高中籃球甲級聯賽殿軍
  - 台北市教育盃籃球錦標賽高中組季軍
- 101學年度
  - 全國高中籃球甲級聯賽第6名
- 102學年度
  - 高雄姥姥盃全國籃球錦標賽高中組冠軍
  - 台北市教育盃籃球錦標賽高男組亞軍
  - 全國女子校際籃球賽高女組季軍
- 103學年度
  - 高雄市全國基層訓練站籃球對抗賽榮獲亞軍
  - 基隆一信盃HBL高男甲級校際籃球邀請賽榮獲亞軍
  - 臺北市全國中正盃籃球錦標榮獲季軍
  - 全國高中籃球甲級聯賽HBL七戰全勝，挺進12強
- 104學年度
  - 台北市教育盃籃球錦標賽高男組殿軍
- 105學年度
  - 全國高中籃球甲級聯賽 第10名
- 106學年度
  - 全國高中籃球甲級聯賽 第9名
- 108學年度
  - 全國高中籃球聯賽 前12強
- 110學年度
  - 全國高中籃球聯賽 前12強
  - 花蓮王母菁英盃 高男組 亞軍
  - 台北市青年盃 高男組 第3名
  - 彰化淬鍊盃 第3名
- 111學年度
  - 台北市教育盃籃球錦標賽 高男甲組 第2名

### 棒球隊
在1991年正式成軍，1999年開始強恕高中提供每個年級25個免學費的公費生，由榮工處提供訓練、住宿、伙食部分。2004年強恕中學和榮工公司改以建教合作的方式，也於2004年連續拿下全國菁英賽、高中鋁棒組兩項冠軍，2007年的全國菁英賽則是打入四強。

## 外部連結
- 臺北市私立強恕高級中學官方網站 （页面存档备份，存于）
- 強恕高中的Facebook專頁